# Drosophila papei
Drosophila papei är en tvåvingeart som beskrevs av Gerhard Bächli och Vilela 2002. Drosophila papei ingår i släktet Drosophila och familjen daggflugor.
Artens utbredningsområde är Venezuela.